# Trường Đại học Tổng hợp Hà Nội

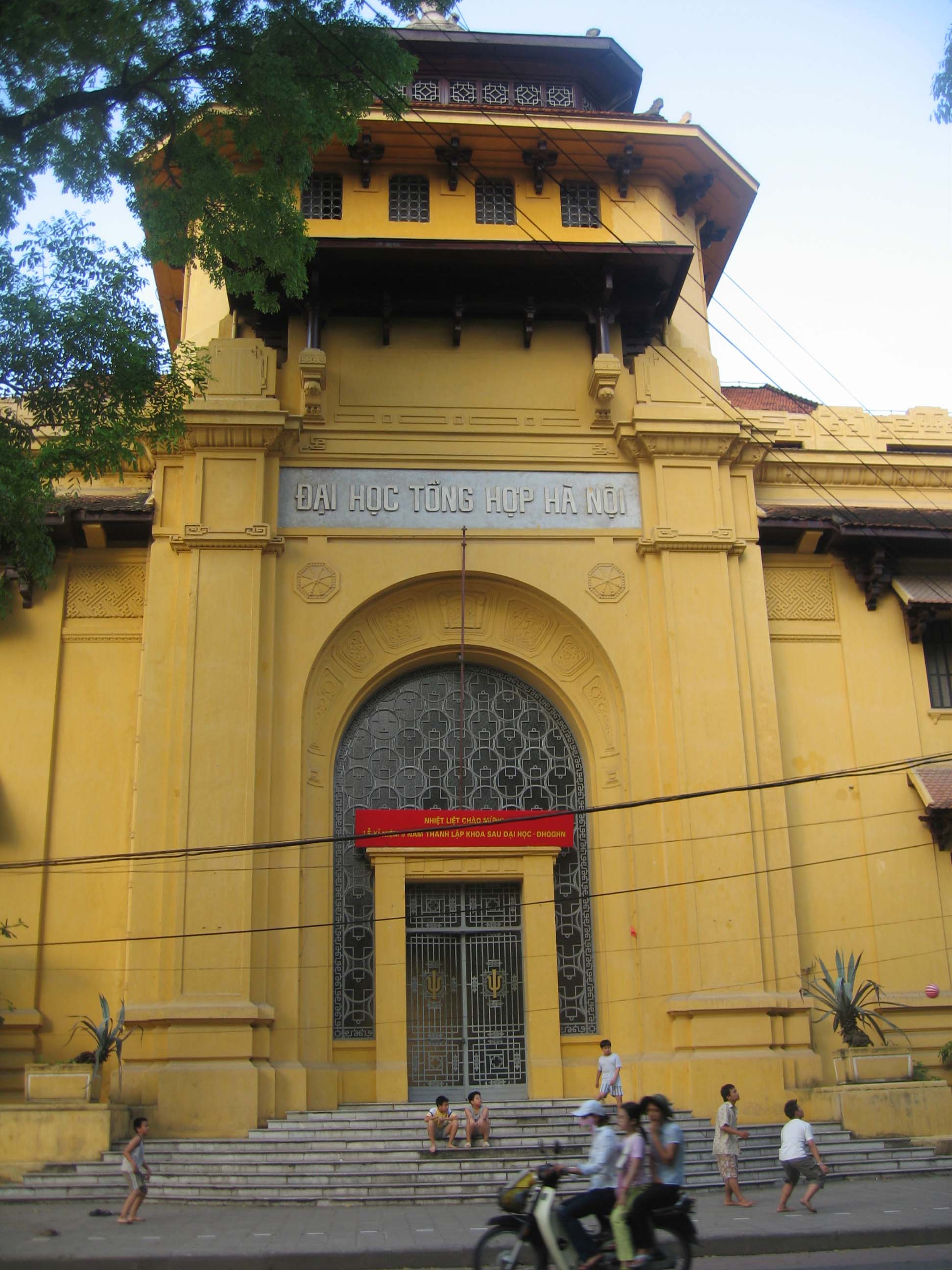

Trường Đại học Tổng hợp Hà Nội từng là một trường đại học lớn ở Việt Nam, là một trong 3 trường đại học hình thành nên Đại học Quốc gia Hà Nội.
Trường Đại học Tổng hợp Hà Nội thành lập năm 1956, là một trường đại học khoa học cơ bản đa ngành, đa lĩnh vực. Địa điểm chính của trường tại 19 phố Lê Thánh Tông, Hà Nội, vốn trước Cách mạng tháng Tám là địa điểm của Viện Đại học Đông Dương do kiến trúc sư người Pháp là Ernest Hébrard thiết kế năm 1926. Hiệu trưởng đầu tiên của trường là ông Ngụy Như Kon Tum.

## Lịch sử
Năm 1951, Nhà nước Việt Nam Dân chủ Cộng hòa thành lập Trường Khoa học Cơ bản (tại Chiến khu Việt Bắc), là một trong những trường tiền thân của Trường Đại học Tổng hợp Hà Nội sau này.
Năm 1956, tròn 50 năm từ Đại học Đông Dương, theo Quyết định số 2183/TC ngày 04 tháng 6 năm 1956 của Chính phủ, Trường Đại học Tổng hợp Hà Nội được thành lập (cùng với Trường Đại học Sư phạm Hà Nội). Trường Đại học Tổng hợp Hà Nội đã trở thành trường đại học khoa học cơ bản (Khoa học Tự nhiên và Khoa học Xã hội - Nhân văn) đầu tiên ở miền Bắc sau hòa bình lập lại, trực tiếp kế thừa truyền thống và cơ sở vật chất, kỹ thuật của Đại học Đông Dương (1906), Trường Đại học Quốc gia Việt Nam (1945) và Trường Khoa học Cơ bản (1951).

## Hình thành Đại học Quốc gia Hà Nội
Năm 1993, Chính phủ Việt Nam đã tổ chức Trường Đại học Tổng hợp Hà Nội, Trường Đại học Sư phạm Hà Nội I và Trường Đại học Sư phạm Ngoại ngữ Hà Nội thành Đại học Quốc gia Hà Nội (theo Nghị định số 97/CP ngày 10 tháng 12 năm 1993 của Chính phủ). Đại học Quốc gia Hà Nội được hoạt động theo Quy chế về tổ chức và hoạt động do Thủ tướng Chính phủ Nước Cộng hòa Xã hội chủ nghĩa Việt Nam ban hành theo Quyết định số 477/QĐ-TTg ngày 05 tháng 9 năm 1994.
Hiện tại Đại học Quốc gia Hà Nội bao gồm Trường Đại học Khoa học Tự nhiên, Trường Đại học Khoa học Xã hội và Nhân văn, Trường Đại học Công nghệ, Trường Đại học Ngoại ngữ, Trường Đại học Kinh tế, Trường Đại học Y Dược, Trường Đại học Giáo dục, Trường Đại học Luật, Trường Đại học Việt Nhật, Trường Quốc Tế, Trường Quản trị và Kinh doanh,Trường Khoa học liên ngành và Nghệ thuật và Khoa Quốc tế Pháp Ngữ.
Đại học Quốc gia Hà Nội được kế thừa từ Đại học Tổng hợp với đội ngũ giảng viên cao cấp, trình độ chuyên môn cao, đây là mái nhà chung của các giáo sư, phó giáo sư, tiến sĩ, tiến sĩ khoa học nhiều nhất Việt Nam.

## Hiệu trưởng qua các thời kỳ (1956 - 1993)
| TT | Hiệu trưởng     | Thời gian   | Chuyên môn         |
| -- | --------------- | ----------- | ------------------ |
| 1  | Ngụy Như Kontum | 1956 - 1981 | Vật lý học         |
| 2  | Phan Hữu Dật    | 1981 - 1988 | Dân tộc học/Sử học |
| 3  | Nguyễn An       | 1988 - 1992 | Vật lý học         |
| 4  | Nguyễn Văn Tài  | 1992 - 1993 | Toán học           |